# Herkóca
Herkóca (szerbül: Hrtkovci, Хртковци) település Szerbiában, a Vajdaságban, a Szerémségi körzetben, Ruma községben.

## Demográfiai változások
| 1948 | 1953 | 1961 | 1971 | 1981 | 1991 | 2002 |
| ---- | ---- | ---- | ---- | ---- | ---- | ---- |
| 2800 | 3195 | 3265 | 3102 | 2855 | 2684 | 3428 |